# Simon Shaheen

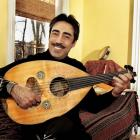
Simon Shaheen

Simon Shaheen (arabisch سيمون شاهين Sīmūn Šāhīn, hebräisch סימון שאהין; * 1955 in Tarschicha, Israel) ist ein aus Israel stammender palästinensisch-amerikanischer Weltmusik-Künstler und Jazz-Musiker sowie -Komponist. Seine Hauptinstrumente sind die Laute Oud und die Violine.

## Leben und Schaffen
Im Alter von zwei Jahren zog Shaheen mit seiner Familie nach Haifa. Die meisten Wochenenden verbrachte er in Tarschicha, einer israelischen Araber-Stadt, die 1963 zu Maʿalot-Tarschiha verschmolz. 
Er erlernte die Kurzhalslaute Oud mit fünf Jahren, die Violine wenig später. Shaheen absolvierte die Tel Aviv University, machte Abschlüsse in Arabischer Literatur sowie Musikwissenschaft.  Später setzte er seine Studien an der Hebrew University of Jerusalem fort.
1980 emigrierte Shaheen in die USA, um an der Manhattan School of Music und der Columbia University zu studieren und um US-Bürger zu werden.
Shaheen gründete das Near Eastern Music Ensemble, das klassische Arabische Musik aufführt. Er organisierte jährlich stattfindende arabische Konzerte und Kunstfestivals.
Shaheen, ein katholischer Araber, lebt und arbeitet in New York City. Dort leitet er ein arabisches Ensemble namens Qantara, das er selbst gegründet hat. Qantara verschmilzt Elemente des Jazz, der populären Musik sowie klassische Musik mit arabischen Musiktraditionen.
1994 erhielt er eine National Heritage Fellowship von der Institution National Endowment for the Arts.
Zusätzlich zu seiner Arbeit im Bereich traditioneller und klassischer arabischer Musik hat Shaheen Anteil an vielen cross-kulturellen Musikprojekten. Dazu zählen Konzerte mit Bill Laswell, Henry Threadgill, Vishwa Mohan Bhatt, Catherine Potter, Frank London und mit den Klezmatics.

## Diskografie
- 1990 – Music of Waheeb. Mango/Island/PolyGram
- 1990 – The Music of Mohamed Abdel Wahab. Axiom/Island/PolyGram
- 1992 – Turath (Heritage). CMP
- 1993 – Taqasim: Art of Improvisation in Arabic Music
- 2001 – Blue Flame. Ark 21/Universal